# Platyclarias machadoi
Platyclarias machadoi – gatunek słodkowodnej ryby sumokształtnej z rodziny długowąsowatych (Clariidae), z monotypowego rodzaju Platyclarias, dla którego jest gatunkiem typowym. Poławiany przez wędkarzy.

## Zasięg występowania
Ten gatunek został odkryty w rzece Kuango (Angola). Przebywa w strefie dennej.

## Charakterystyka
Dorasta do ok. 20 cm długości całkowitej (TL). Biologia tego gatunku nie została poznana.